# Ara Catalina
Ara Catalina – hybryda ary ararauna i ary żółtoskrzydłej. Ponieważ są hybrydami, nie posiadają nazwy gatunkowej.

## Występowanie
Ponieważ są hybrydami, występują tylko w ludzkich hodowlach.